# Manas (gemeente)
Manas is een gemeente in het Franse departement Drôme (regio Auvergne-Rhône-Alpes) en telt 156 inwoners (2004). De plaats maakt deel uit van het arrondissement Nyons.

## Geografie
De oppervlakte van Manas bedraagt 1,9 km², de bevolkingsdichtheid is 82,1 inwoners per km².

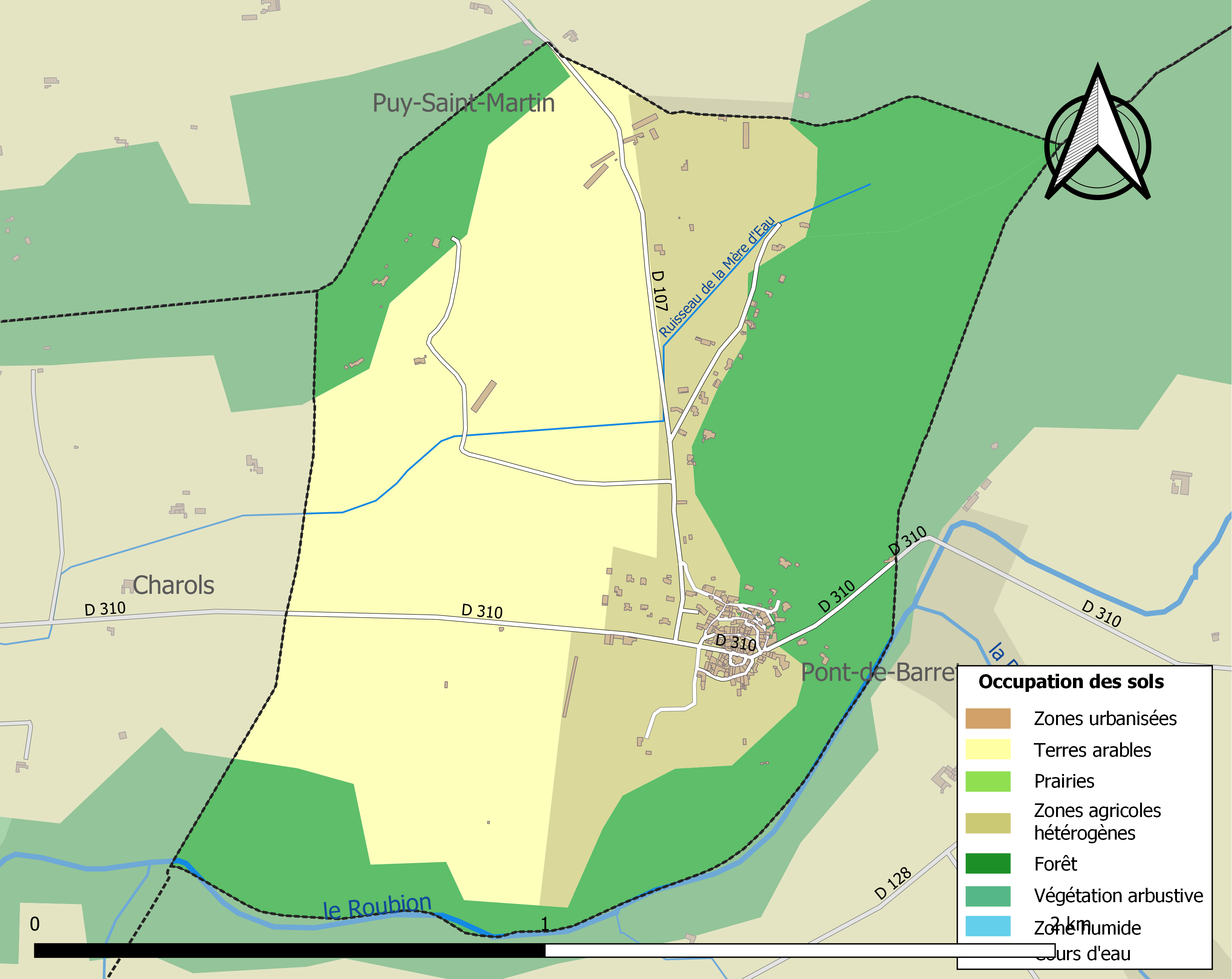
Kaart van de gemeente met belangrijkste infrastructuur, bodemgebruik en omliggende gemeenten

## Demografie
Onderstaande figuur toont het verloop van het inwonertal (bron: INSEE-tellingen).